# Hypidalia sanguirena
Hypidalia sanguirena là một loài bướm đêm thuộc phân họ Arctiinae, họ Erebidae.